# Pergamonmuseum
Het Pergamonmuseum is een van de bekendste en belangrijkste musea van Berlijn. Het archeologiemuseum is gelegen op het Museumsinsel vlak bij Unter den Linden.
Het Pergamonmuseum maakt deel uit van het museumensemble van Berlijn. Er werd in 1910 een 20-jarig project gesticht naar de plannen van Alfred Messel en Ludwig Hoffman, die van plan waren het Pergamonaltaar naar Berlijn te vervoeren en daar volledig te reconstrueren. Het museum heeft drie afdelingen met Assyrische, Babylonische en Perzische kunstwerken evenals de islamitische kunstafdeling. Elk van deze afdelingen was vroeger een apart museum, Pas sinds 1958 draagt het volledige gebouw de naam "Pergamonmuseum”.
Het Pergamonmuseum was in 2005 met ongeveer 960.000 bezoekers het meestbezochte museum van Berlijn en het bestbezochte Duitse kunstmuseum.

## Beschrijving van objecten in het museum

### Pergamonaltaar – Gigantomachie & Telephosmythe

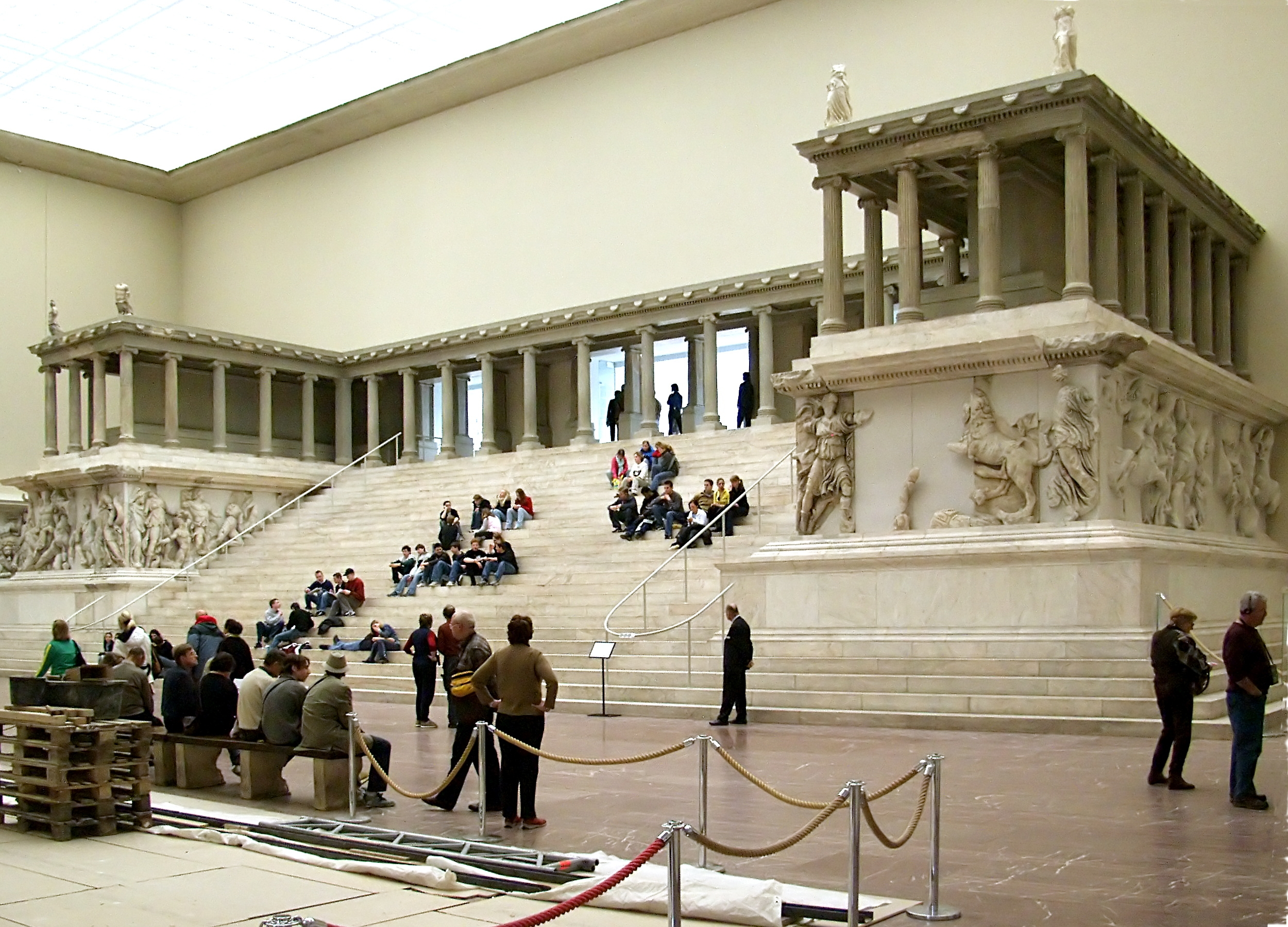
Pergamonaltaar

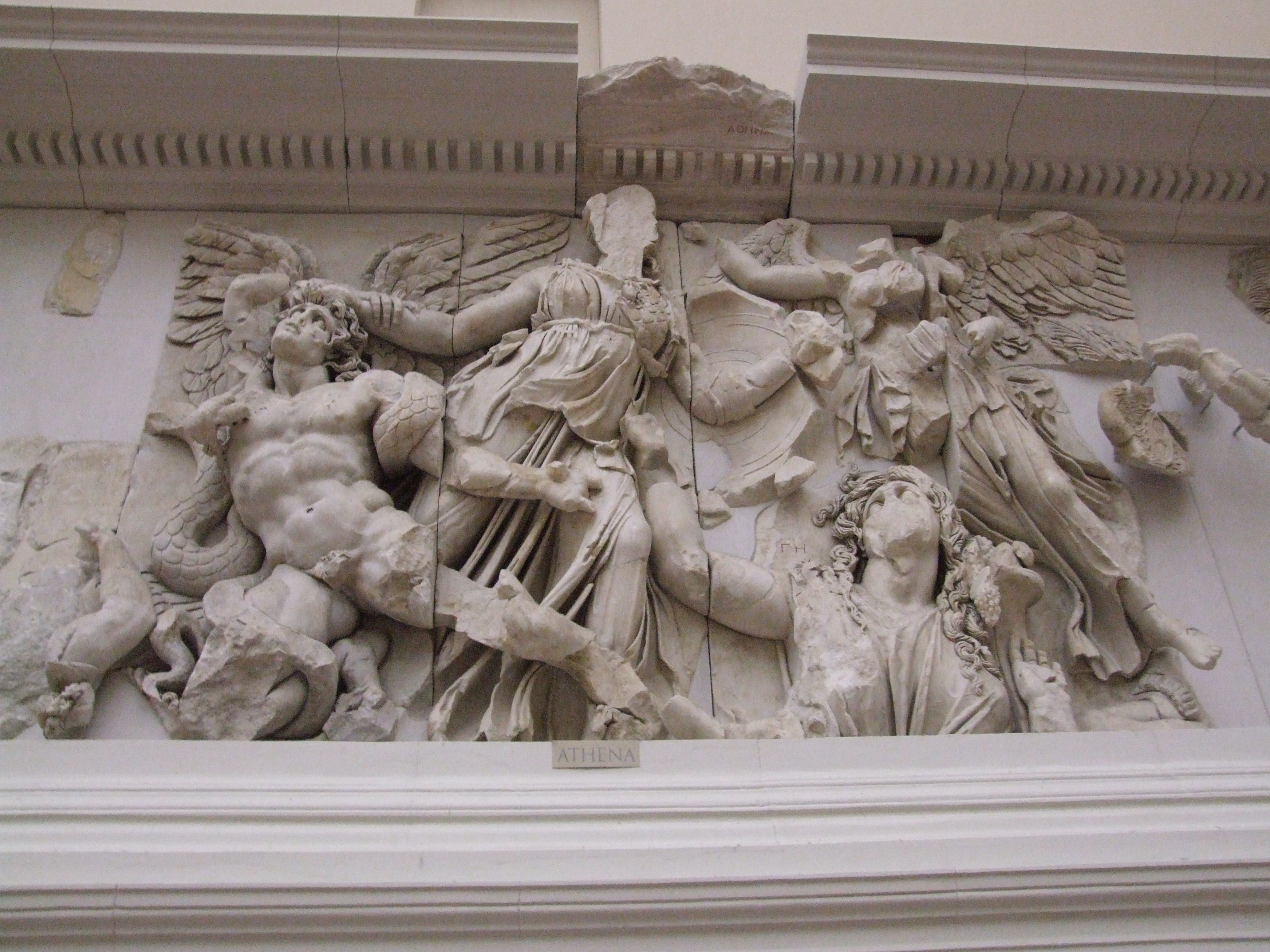
De gigant Alkyoneus wordt door Pallas Athena weggehouden van zijn moeder Gaia die machteloos toekijkt

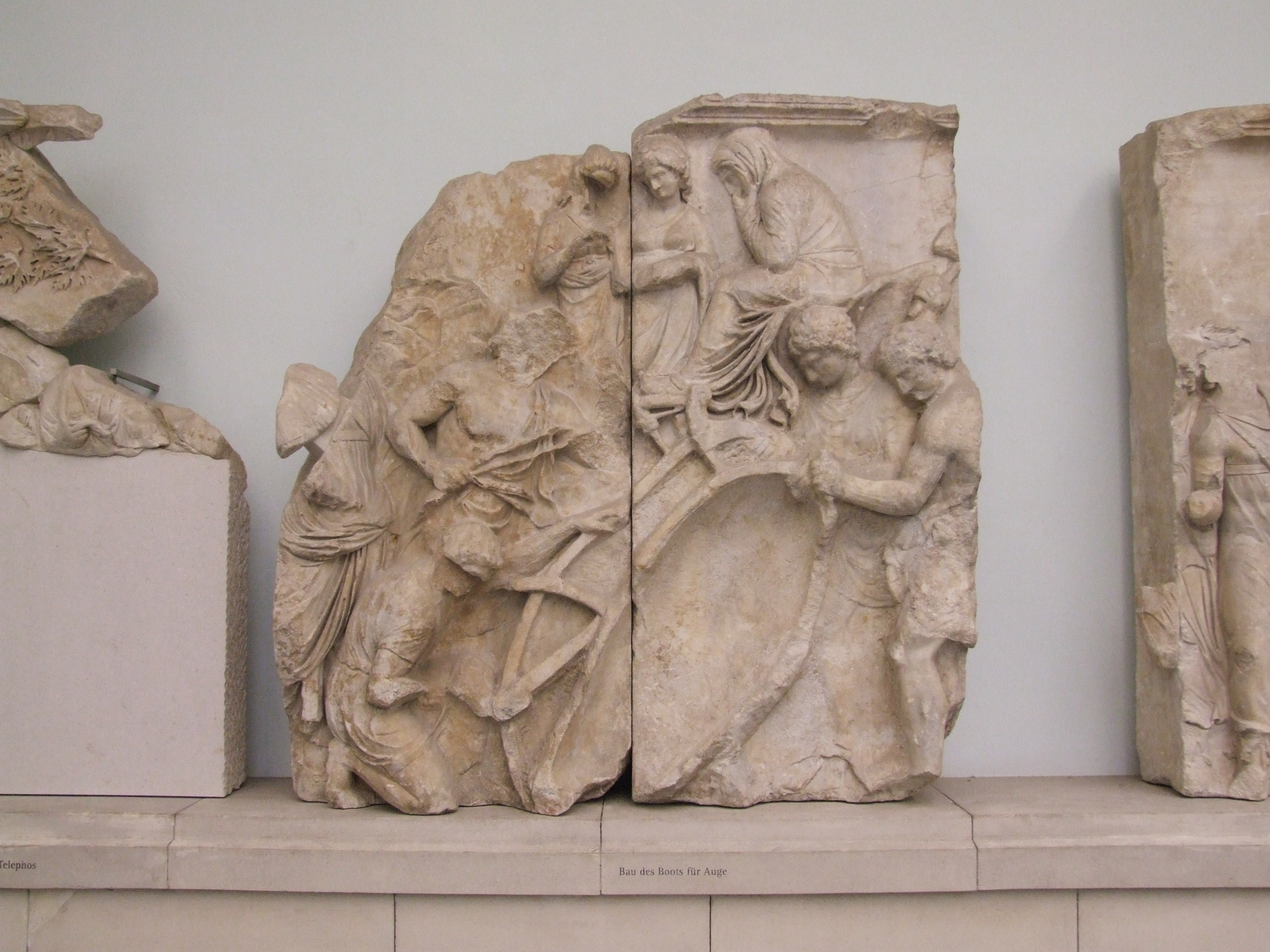
Scène uit de Telephos mythe

Het Pergamonaltaar is afkomstig uit Pergamon, dat ligt in het huidige Turkije. Het altaar is gebouwd voor de Griekse goden Athene en Zeus en dateert uit ca. 180 v.Chr. Op het altaar is een gigantomachie, (strijd der giganten) afgebeeld. Giganten (van het Griekse woord “gigas”, “gigantes” dat 'aardgeborene' betekent) waren ontzaglijke reuzen met vreselijke aangezichten en lange verwarde haren die van hoofd en kin afhingen. In plaats van voeten hadden zij geschubde drakenstaarten. Het Pergamonaltaar met de Gigantomachie staat symbool voor orde en chaos, namelijk dat orde en recht zegeviert over chaos en barbarij. De Giganten zijn ontstaan uit de bloeddruppels van de verminkte Uranus, die door Gaia, moeder aarde, werden opgevangen. In overmoed bonden de Giganten de strijd aan tegen de Olympische goden met als doel om de Olympische goden te onttronen. Dit deden zij door de bergen Ossa en Pelion in de Thessalische vlakte op elkaar te stapelen om de Olympus te bestormen. Met de hulp van Herakles werden zij door Zeus en de andere Olympiërs vernietigd en onder vulkanische eilanden begraven. Herakles werd na zijn hulp onder de goden opgenomen.
Dit altaar werd gemaakt ter ere van de voorouders van Telephos. De vader van Telephos was Herakles en dat was een zeer populaire halfgod die door de Grieken als held beschouwd werd mede doordat hij de zoon van Zeus was. Dit werd in Pergamon gebouwd omdat Telephos de stichter was van die stad.
Telephos is de zoon van Herakles en Auge. Kort na zijn geboorte werd hij te vondeling gelegd, maar door herders gevonden en opgevoed. Hij werd onderwezen door de koning Korythos. Toen hij volwassen was geworden, deed hij bij het Delphische orakel onderzoek naar zijn afkomst en kreeg bevel om naar Mysië naar koning Teuthras te reizen. Daar vond hij zijn moeder weer en volgde later Teuthras in de regering op. Toen de Grieken op hun tocht naar Troje per ongeluk op Mysië landden, dreef hij hen terug, maar hij werd zelf door Achilles verwond. Toen liet Dionysos hem over een wijnstok struikelen. Deze verwonding had als gevolg dat de Grieken vernamen wie hij was, en wegens zijn Griekse afkomst hem uitnodigden mede tegen Troje op te trekken. Hij weigerde aan dit verzoek te voldoen, omdat hij gehuwd was met een dochter van koning Priamos. Zijn wonden wilden niet genezen en daarom raadpleegde Telephos opnieuw het orakel, die antwoordde, dat alleen diegene, die hem had verwond, het ook weer kon helen. Hij ging toen naar Agamemnon, die intussen na de mislukte inval in Mysië naar Griekenland was teruggekeerd. Telephos ging op raad van diens gids Klytaimnestra met haar kleinzoon Orestes in de armen bij de haard als smekeling zitten. Agamemnon herkende in hem, hoewel hij als bedelaar verkleed was, de overwinnaar van de Grieken, omdat hij zelf intussen een orakel gekregen had, dat de Grieken zonder de hulp van Telephos niet naar Troje zouden kunnen komen, beloofde hij hem zijn hulp. Door toedoen van Agamemnon stemde Achilles er in toe Telephos te genezen. Hij schraapte roest van zijn lans in de wond en deze genas direct. Uit dankbaarheid hiervoor wees Telephos nu de Grieken de weg naar Troje. Hij werd in Pergamon en ook in het bos op het Parthenion-gebergte in Arkadië, waar hij te vondeling gelegd was, als heros (held) vereerd.

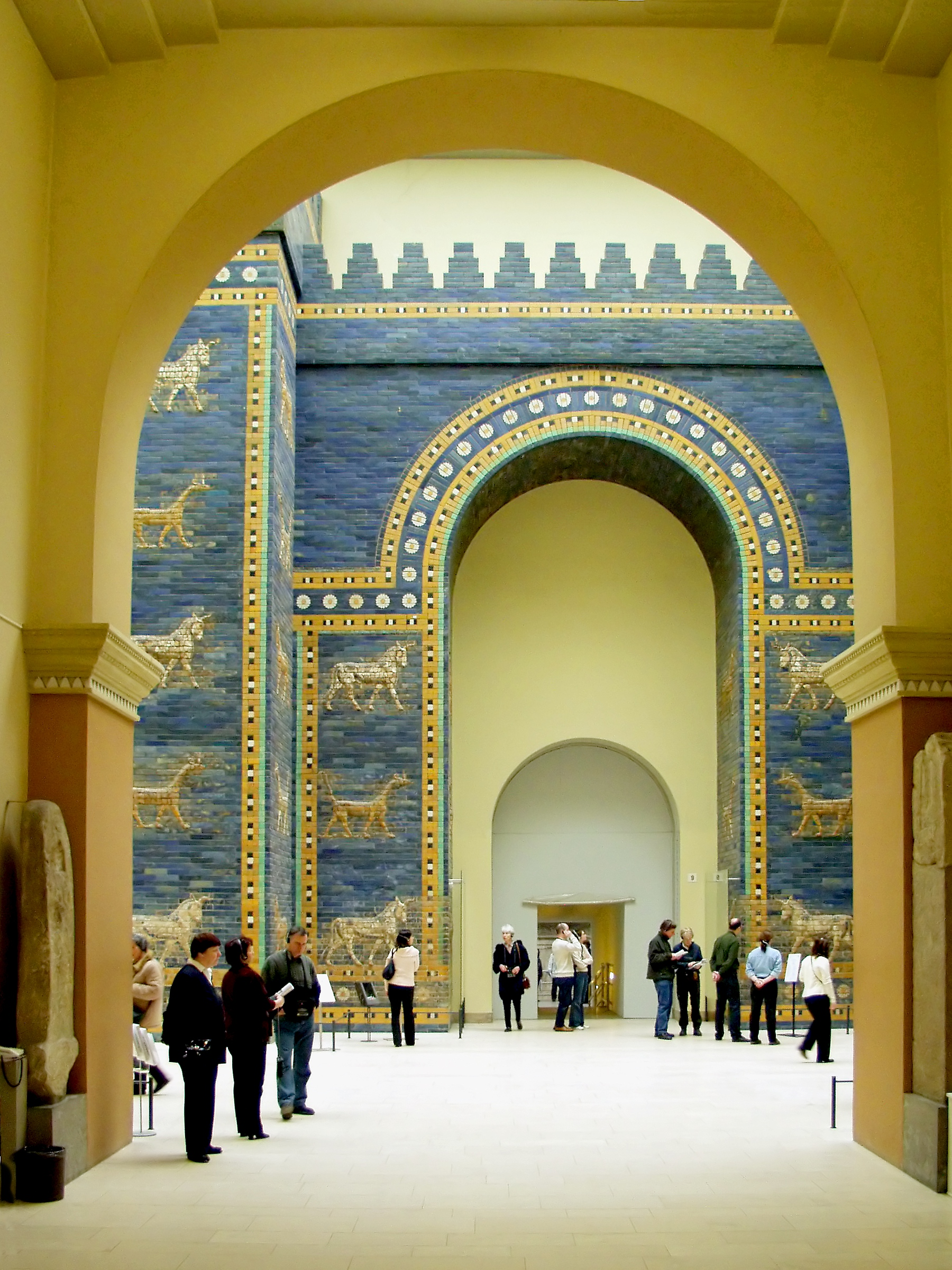
Isjtarpoort

### De Isjtarpoort
De Isjtarpoort, gewijd aan de Assyrische godin Isjtar, was de achtste poort van Babylon, en werd tijdens de heerschappij van Koning Nebukadnessar II (604 - 562 voor Christus) gebouwd. Koning Nebukadnessar II stond bekend om zijn ontzagwekkende bouwprojecten zoals de herstelde tempel van Marduk en de Hangende Tuinen van Babylon. 
De poort is versierd met blauwe tegels met daarop mythologische wezens en dieren waaronder draken en stieren. De deuren van de poort waren vermoedelijk gemaakt van cederhout. 
De fundering van de poort werd tussen 1899 en 1914 ontdekt. De poort werd vroeger beschouwd als een van de zeven wereldwonderen, maar werd van de lijst gehaald ten gunste van de Pharos van Alexandrië. De complete Isjtarpoort werd naar Duitsland meegenomen en tot een hoogte van meer dan 14 meter gereconstrueerd.  Hij bevindt zich nu in het Pergamonmuseum in Berlijn.

### De Aleppo-kamer
De Aleppo-kamer dateert van 1600-1603 onder de Ottomanen. Ze diende voor (koninklijke) ontvangsten en als troonkamer. Rood overheerst in haar kleurenpracht. Ze getuigt van  groot vakmanschap en is zeer kunstig afgewerkt. De kamer laat legendes over Jezus zien en verschillende verzen en gezegden in het Arabisch en het Perzisch. Ook zijn er motieven van mensen, dieren, planten en gebouwen te zien.
Aleppo is een stad in NW-Syrië, vlak bij de Turkse grens. Aleppo is een van de oudste steden ter wereld, gelegen op een strategische plek tussen de Middellandse Zee en de rivier de Eufraat. Met Damascus betwist het de eer de oudste constant bewoonde stad ter wereld te zijn.  In 2005 telde de stad ongeveer 2 miljoen inwoners.

### De Marktpoort van Milete
De Marktpoort van Milete diende als toegangspoort voor de marktplaats (agora) van de stad Milete. Het was het visitekaartje van de stad en bedoeld om indruk te maken op bezoekers. Milete ligt bij het huidige plaatsje Büyük Menderes in Turkije. Belangrijke delen van de poort, die in het jaar 1100 verwoest werd door een aardbeving, zijn opgegraven door Theodor Wiegand (1899 - 1913). De poort werd herbouwd in 1928/29 binnen het nieuwe Pergamonmuseum. Het is een gebouw in Romeins-Hellenistische stijl (cfr.  de zuilen). De poort is bijna 17 meter hoog en 29 meter breed.

### De gewonde Amazone
Dit beeld van een gewonde Amazone (vrouwelijke strijder), gemaakt door Polykleitos is het resultaat van een wedstrijd die werd uitgeschreven in en door de stad Efeze. De beroemdste beeldhouwers uit de tijd namen deel: Pheidias, Kresilas, Kydon, Phradmon en Polykleitos. Het beeld dateert van rond 430 v.Chr. en is een marmeren kopie naar het bronzen origineel. De amazone is 182 cm hoog. Ze leunt tegen een pilaar en houdt haar rechterarm boven haar hoofd, zo toont ze de wond in haar oksel. Ze draagt een korte, dubbel omgorde chiton, die haar linkerborst vrijlaat.